# Atheta nigricornis
Atheta nigricornis är en skalbaggsart som först beskrevs av Thomson 1852.  Atheta nigricornis ingår i släktet Atheta och familjen kortvingar. Arten är reproducerande i Sverige. Inga underarter finns listade i Catalogue of Life.